# G.729
G.729 es un algoritmo de compresión de datos de audio para voz que comprime audio de voz en trozos de 10 milisegundos. La música o los tonos tales como los tonos de DTMF o de fax no pueden ser transportados confiablemente con este códec, y se utiliza  G.711 o métodos de señalización fuera de banda para transportar esas señales.
G.729 se usa mayoritariamente en aplicaciones de Voz sobre IP VoIP por sus bajos requerimientos en ancho de banda.
El estándar G.729 opera a una tasa de bits de 8 kbit/s, pero existen extensiones, las cuales suministran también tasas de 6.4 kbit/s y de 11.8 kbit/s para peor o mejor calidad en la conversación respectivamente. También es muy común G.729a el cual es compatible con G.729, pero requiere menos cómputo. Esta menor complejidad afecta en que la calidad de la conversación es empeorada marginalmente.
El anexo B de G.729 es un esquema de compresión del silencio, el cual tiene un módulo de VAD que se usa para detectar la actividad de la voz. También incluye un módulo DTX el cual decide actualizar los parámetros de ruido de fondo para la ausencia de conversación (entornos ruidosos). Estas tramas que son transmitidas para actualizar los parámetros del ruido de fondo se llaman tramas SID. También hay un generador de ruido comfort (CNG), dado que en un canal de comunicación, si se para la transmisión, a causa de ausencia de conversación, entonces el receptor puede suponer que el enlace se ha roto. Este tema también se trata por el estándar del anexo B.
Recientemente, G.729 ha sido extendido para suministrar soporte para conversación de banda ancha y codificación de audio, por ejemplo, el rango de frecuencia acústica es extendido a 50Hz-7kHz. La extensión respectiva a G.729 es referida como G.729.1. El codificador G.729.1 está organizado jerárquicamente: Su tasa de bits y la calidad obtenida es ajustable por un simple truncado de la corriente de bits.